# Lesley Kerkhove
Lesley Kerkhove, née le 4 novembre 1991 à Spijkenisse, est une joueuse de tennis néerlandaise, professionnelle depuis 2008.
À ce jour, elle a remporté un titre en double dames sur le circuit WTA. Elle fait partie de l'Équipe des Pays-Bas de Fed Cup depuis 2018.
En juillet 2019, elle se marie au joueur de football Edinho Pattinama et change son nom pour Lesley Pattinama-Kerkhove.

## Carrière
Lesley Kerkhove commence sa carrière sur le circuit ITF Junior. En 2008, associée à Arantxa Rus, elle parvient en finale du tournoi junior de Roland-Garros mais elle s'incline face à Polona Hercog et Jessica Moore
Évoluant principalement sur le circuit ITF, elle y a remporté 8 titres en simple et 17 en double dames.
En 2017, elle remporte son premier titre en double sur le circuit WTA au tournoi de Luxembourg, associée à Lidziya Marozava.
En 2018, elle remporte deux tournois ITF, dont le tournoi de Clermont-Ferrand le 30 septembre 2018 en battant l'espoir française Clara Burel.

## Palmarès

### Titre en double dames
| No | Date       | Nom et lieu du tournoi      | Catégorie | Dotation  | Surface    | Partenaire       | Finalistes                        | Score             |          |
| -- | ---------- | --------------------------- | --------- | --------- | ---------- | ---------------- | --------------------------------- | ----------------- | -------- |
| 1  | 16-10-2017 | BNP Paribas Open Luxembourg | Intern'l  | 250 000 $ | Dur (int.) | Lidziya Marozava | Eugenie Bouchard Kirsten Flipkens | 6-74, 6-4, [10-6] | Parcours |

### Finales en double dames
| No | Date       | Nom et lieu du tournoi               | Catégorie | Dotation    | Surface      | Vainqueures                         | Partenaire        | Score             |          |
| -- | ---------- | ------------------------------------ | --------- | ----------- | ------------ | ----------------------------------- | ----------------- | ----------------- | -------- |
| 1  | 18-07-2016 | Ericsson Open Båstad                 | Intern'l  | 250 000 $   | Terre (ext.) | Andreea Mitu Alicja Rosolska        | Lidziya Marozava  | 6-3, 7-5          | Parcours |
| 2  | 10-06-2019 | Libéma Open Bois-le-Duc              | Intern'l  | 226 750 € $ | Gazon (ext.) | Shuko Aoyama Aleksandra Krunić      | Bibiane Schoofs   | 7-5, 6-3          | Parcours |
| 3  | 02-03-2020 | Open 6e sens Lyon                    | Intern'l  | 271 750 $   | Dur (int.)   | Laura Ioana Paar Julia Wachaczyk    | Bibiane Schoofs   | 7-5, 6-4          | Parcours |
| 4  | 13-09-2021 | Zavarovalnica Sava Portorož Portorož | WTA 250   | 235 238 $   | Dur (ext.)   | Anna Kalinskaya Tereza Mihalíková   | Aleksandra Krunić | 4-6, 6-2, [12-10] | Parcours |
| 5  | 25-10-2021 | Transylvania Open Cluj-Napoca        | WTA 250   | 235 238 $   | Dur (int.)   | Irina Maria Bara Ekaterine Gorgodze | Aleksandra Krunić | 4-6, 6-1, [11-9]  | Parcours |

## Parcours en Grand Chelem

### En simple dames
| Année | Open d'Australie | Open d'Australie  | Internationaux de France | Internationaux de France | Wimbledon       | Wimbledon        | US Open         | US Open            |
| ----- | ---------------- | ----------------- | ------------------------ | ------------------------ | --------------- | ---------------- | --------------- | ------------------ |
| 2014  | —                | —                 | —                        | —                        | —               | —                | Q2              | Duan Ying-Ying     |
| 2015  | —                | —                 | —                        | —                        | Q1              | Julie Coin       | Q1              | Han Xinyun         |
| 2016  | Q2               | Viktorija Golubic | Q1                       | Ivana Jorović            | Q1              | Lauren Davis     | Q1              | Isabella Shinikova |
| 2017  | Q1               | Aleksandra Krunić | Q1                       | Hiroko Kuwata            | Q1              | Kaia Kanepi      | 1er tour (1/64) | Sorana Cîrstea     |
| 2018  | Q3               | Anna Kalinskaya   | —                        | —                        | Q1              | Marie Bouzková   | Q2              | Sofya Zhuk         |
| 2019  | Q1               | Amandine Hesse    | Q1                       | K. von Deichmann         | 1er tour (1/64) | Ivana Jorović    | Q1              | Johanna Larsson    |
| 2020  | Q2               | Barbara Haas      | Q2                       | Tereza Martincová        | Annulé          | Annulé           | —               | —                  |
| 2021  | Q2               | Lesia Tsurenko    | Q1                       | Susan Bandecchi          | 2e tour (1/32)  | Garbiñe Muguruza | Q1              | Harmony Tan        |
| 2022  | Q1               | Yuan Yue          | Q1                       | Christina McHale         | 2e tour (1/32)  | Iga Świątek      | Q3              | Ashlyn Krueger     |
| 2023  | —                | —                 | Q2                       | Elina Avanesyan          | Q1              | Kayla Day        | —               | —                  |
| 2024  | Q3               | Sára Bejlek       |                          |                          |                 |                  |                 |                    |

N.B. : à droite du résultat se trouve le nom de l'ultime adversaire.

### En double dames
| Année | Open d'Australie                                                                | Open d'Australie                                                                | Internationaux de France                                                    | Internationaux de France                                                     | Wimbledon                                                                 | Wimbledon | US Open | US Open |
| ----- | ------------------------------------------------------------------------------- | ------------------------------------------------------------------------------- | --------------------------------------------------------------------------- | ---------------------------------------------------------------------------- | ------------------------------------------------------------------------- | --------- | ------- | ------- |
| 2017  | —                                                                               | —                                                                               | —                                                                           | —                                                                            | 2e tour (1/16) Marozava \|\| style="text-align:left;" \| Babos Hlaváčková | —         | —       |         |
| 2018  | 2e tour (1/16) Marozava \|\| style="text-align:left;" \| Hsieh Peng             | 1er tour (1/32) Marozava \|\| style="text-align:left;" \| Pavlyuchenkova Stosur | 1er tour (1/32) Marozava \|\| style="text-align:left;" \| Martić Rybáriková | 2e tour (1/16) Marozava \|\| style="text-align:left;" \| Linette Tomljanović |                                                                           |           |         |         |
|       |                                                                                 |                                                                                 |                                                                             |                                                                              |                                                                           |           |         |         |
| 2020  | —                                                                               | —                                                                               | 1er tour (1/32) Schoofs \|\| style="text-align:left;" \| Davis Santamaria   | Annulé                                                                       | Annulé                                                                    | —         | —       |         |
| 2021  | —                                                                               | —                                                                               | 1er tour (1/32) Van der Hoek \|\| style="text-align:left;" \| Doi Hercog    | 1er tour (1/32) Bertens \|\| style="text-align:left;" \| Lechemia Neel       | 1er tour (1/32) Jorović \|\| style="text-align:left;" \| Perez Peschke    |           |         |         |
| 2022  | 1er tour (1/32) Rodionova \|\| style="text-align:left;" \| Krejčíková Siniaková | —                                                                               | —                                                                           | —                                                                            | —                                                                         |           |         |         |

N.B. : le nom de la partenaire se trouve sous le résultat ; le nom des ultimes adversaires se trouve à droite.

## Parcours en Fed Cup
| #                                                                     | Date       | Lieu      | Surface    | Gagnante(s)                  | Perdante(s)                    | Score    |          |
| --------------------------------------------------------------------- | ---------- | --------- | ---------- | ---------------------------- | ------------------------------ | -------- | -------- |
|                                                                       |            |           |            |                              |                                |          |          |
| 2018 - 1/4 de finale (groupe mondial) - États-Unis - Pays-Bas - 3 : 1 |            |           |            |                              |                                |          |          |
| 1                                                                     | 10/02/2018 | Asheville | Dur (int.) | Lesley Kerkhove Demi Schuurs | Serena Williams Venus Williams | 6-2, 6-3 | Parcours |

## Classements WTA en fin de saison
| Année          | 2008 | 2009 | 2010 | 2011 | 2012 | 2013 | 2014 | 2015 | 2016 | 2017 | 2018 | 2019 | 2020 | 2021 | 2022 | 2023 | 2024 |
| Rang en simple | 1053 | 1005 | 604  | 399  | 321  | 251  | 222  | 239  | 184  | 159  | 171  | 221  | 178  | 153  | 207  | 233  | 535  |
| Rang en double | –    | –    | 603  | 484  | 480  | 307  | 226  | 186  | 109  | 79   | 90   | 137  | 107  | 84   | 275  | 568  | 446  |

Source : (en) Classements de Lesley Kerkhove sur le site officiel de la Fédération internationale de tennis